# Miniopterus inflatus
Miniopterus inflatus (Thomas, 1903) è un pipistrello della famiglia dei Miniotteridi diffuso nell'Africa subsahariana.

## Descrizione

### Dimensioni
Pipistrello di piccole dimensioni, con la lunghezza totale tra 92 e 128 mm, la lunghezza dell'avambraccio tra 45 e 52 mm, la lunghezza della coda tra 40 e 62 mm, la lunghezza del piede tra 7 e 11 mm, la lunghezza delle orecchie tra 8 e 14 mm e un peso fino a 19 g.

### Aspetto
La pelliccia è corta, densa e setosa. Le parti dorsali variano dal nero con dei riflessi rossastri al bruno-rossastro e bruno-grigiastro, mentre le parti ventrali sono leggermente più chiare. La fronte è molto alta e bombata, il muso è stretto e con le narici molto piccole. Le orecchie sono corte, triangolari, ben separate tra loro e con l'estremità arrotondata. Il trago è lungo circa la metà del padiglione auricolare, con i bordi dritti e paralleli e l'estremità arrotondata. Le membrane alari sono bruno-grigiastre, marroni scure o nere e attaccate posteriormente sulle caviglie. La lunga coda è inclusa completamente nell'ampio uropatagio, il quale è ricoperto di peli alla base. Il calcar è lungo e privo di carenatura. Il cariotipo è 2n=46 FNa=50.

## Biologia

### Comportamento
Si rifugia singolarmente o in piccoli gruppi all'interno di grotte calcaree e laviche, gallerie minerarie, talvolta insieme a Hipposideros caffer, H.gigas, H.ruber e al miniottero comune. Forma vivai fino a 40.000 femmine. Il volo è veloce ed altamente manovrato.

### Alimentazione
Si nutre di insetti catturati in volo sopra spazi aperti.

### Riproduzione
Danno alla luce un piccolo alla volta ad ottobre e svezzato dopo 2-3 mesi. Gli accoppiamenti avvengono a luglio, femmine gravide sono state catturate nello Zimbabwe nel mese di ottobre.

## Distribuzione e habitat
Questa specie è diffusa nell'Africa subsahariana, dalla Guinea meridionale fino all'Eritrea ad est e al Botswana a sud.
Vive nelle boscaglie spinose e di acacia, radure, foreste pluviali e boschi di miombo.

## Tassonomia
Sono state riconosciute 2 sottospecie:
- M.i.inflatus: Guinea meridionale, Liberia settentrionale, Rio Muni, Camerun occidentale, Repubblica Centrafricana sud-occidentale, Gabon settentrionale, Repubblica Democratica del Congo orientale e meridionale, Uganda, burundi, Kenya sud-occidentale, Mozambico centro-occidentale, Malawi, Zimbabwe;
- M.i.africanus (Sanborn, 1936): Eritrea, Etiopia centrale, Kenya sud-orientale, Tanzania sud-occidentale, Botswana, Namibia settentrionale.

## Conservazione
La IUCN Red List, considerato il vasto areale e la popolazione presumibilmente numerosa, classifica M.inflatus come specie a rischio minimo (Least Concern)).